# Tierra (film)
Tierra è un film del 1996 scritto e diretto da Julio Medem.